# Azara (Huesca)
Azara ist eine spanische Gemeinde in der Provinz Huesca der Autonomen Gemeinschaft Aragonien. Sie liegt in der Comarca Somontano de Barbastro, etwa 40 Kilometer östlich von Huesca im Tal Valle de Alferche.

## Bevölkerung
| 1900 | 1910 | 1930 | 1940 | 1950 | 1960 | 1970 | 1981 | 1986 | 1992 | 1999 | 2004 |
| ---- | ---- | ---- | ---- | ---- | ---- | ---- | ---- | ---- | ---- | ---- | ---- |
| 491  | 441  | 441  | 380  | 308  | 363  | 310  | 269  | 237  | 225  | 224  | 200  |

## Sehenswürdigkeiten
- Spätgotische Kirche Santa Lucía, erbaut im 16. Jahrhundert (Bien de Interés Cultural)
- Reste der maurischen Burg auf dem Felsen Santa Margarita